# 中缅蹄盖蕨
中缅蹄盖蕨（学名：Athyrium brevisorum）为蹄盖蕨科蹄盖蕨属下的一个种。

## 扩展阅读
- 維基物種上的相關：中缅蹄盖蕨